# Martha Anthoulī
Martha-Eudokia Anthoulī (in greco Μάρθα-Ευδοκία Ανθούλη?; Salonicco, 13 agosto 2004) è una pallavolista greca, opposto del Chieri '76.

## Carriera

### Club
La carriera di Martha Anthoulī inizia nella formazione del Perseas, dove si forma a livello giovanile. Appena quindicenne, nella stagione 2019-20 viene ingaggiata dall'Arīs Salonicco, con il debutta nella pallavolo professionistica, prendendo parte per un biennio alla Volley League. Dopo aver disputato il campionato 2021-22 con il Thetis, nel campionato seguente si accasa nel Panathīnaïkos, aggiudicandosi lo scudetto e venendo premiata come miglior opposto del torneo.
Nella stagione 2023-24 gioca per la prima volta all'estero grazie all'ingaggio da parte del Chieri '76, con il quale è di scena nella Serie A1 italiana e si aggiudica la Coppa CEV. 

### Nazionale
Fa parte delle selezioni giovanili greche, venendo convocata ai vari tornei di qualificazione continentali con le nazionali Under-16, Under-17 e Under-19.
Nel 2021 debutta nella nazionale greca maggiore durante le qualificazioni al campionato europeo 2021.

## Palmarès

### Club
- Campionato greco: 1

2022-23
- Coppa CEV: 1

2023-24

### Premi individuali
- 2023 - Volley League: Miglior opposto